# 布雷万维尔
布雷万维尔（法語：Brévainville，法語發音：[bʁevɛ̃vil]）是法国卢瓦-谢尔省的一个市镇，属于旺多姆区。

## 地理
布雷万维尔（47°57'10"N, 1°17'4"E）面积16.16 平方千米，位于法国中央-卢瓦尔河谷大区卢瓦-谢尔省，该省份为法国中北部省份，北起厄尔-卢瓦省，东北接卢瓦雷省，东南接谢尔省，南至安德尔省，西南接安德尔-卢瓦尔省，西北接萨尔特省。
与布雷万维尔接壤的市镇（或旧市镇、城区）包括：穆瓦西、莫雷、乌祖埃勒杜瓦延、圣伊莱尔-拉格拉韦勒、圣让弗鲁瓦芒泰勒、克卢瓦三河镇。

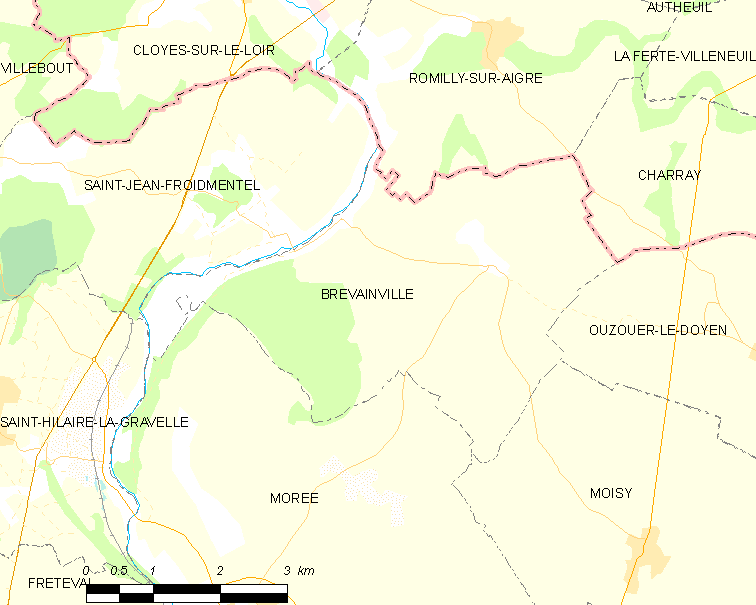
布雷万维尔的OSM定位图

布雷万维尔的时区为UTC+01:00、UTC+02:00（夏令时）。

## 行政
布雷万维尔的邮政编码为41160，INSEE市镇编码为41026。

## 政治
布雷万维尔所属的省级选区为佩尔什县。

## 人口

1962-2008年间布雷万维尔人口变化图示

布雷万维尔于2022年1月1日时的人口数量为161人。